# Hanna Fogelström
Hanna Victoria Fogelström, född 8 november 1990 i Partille, är en svensk före detta handbollsspelare. Hon är vänsterhänt och spelade i anfall som högersexa.

## Karriär
Spelade för IK Sävehof till 2014 då hon blev proffs efter 6 SM-guld med moderklubben. Proffskarriären blev olycklig och olyckorna började med att Hanna Fogelström skadade korsbandet i februari 2015. Efter två korsbandsskador till, den sista 2017 då hon precis bytt klubb till Viborg, slutade Hanna Fogeström med handboll. Landslagsdebut 2009 och Fogelström spelade 68 landskamper och deltog i VM 2011, OS 2012, EM 2012 och slutligen EM 2014 där hon fick vara med och ta bronsmedaljen i mästerskapet.
Sedan maj 2018 är hon lagledare (manager) för IK Sävehofs damlag. Hon har också varit expertkommentator i TV3:s sändningar från damernas mästerskap.

## Meriter

### Med klubblag
- Sex SM-guld (2009, 2010, 2011, 2012, 2013 och 2014) med IK Sävehof

### Med landslaget
- EM 2014 i Kroatien och Ungern:  Brons